# Belgweiler
Belgweiler ist eine Ortsgemeinde im Rhein-Hunsrück-Kreis in Rheinland-Pfalz. Sie gehört der Verbandsgemeinde Simmern-Rheinböllen an.

## Geographie
Belgweiler liegt im Tal des Simmerbachs im Naturpark Soonwald-Nahe und zentral im Hunsrück.

### Gemeindegliederung
Zur Gemeinde Belgweiler gehört der Ortsteil Wimmersbacherhof.

### Flächennutzung
- Landwirtschaftsfläche 69,9 %
- Waldfläche 18,9 %
- Siedlungs- und Verkehrsfläche 10,2 %

Stand: 31. Dezember 2014

## Geschichte
Belgweiler wurde 1285 erstmals urkundlich erwähnt.
Mit der Besetzung des Linken Rheinufers 1794 durch französische Revolutionstruppen wurde der Ort französisch, 1815 wurde er auf dem Wiener Kongress dem Königreich Preußen zugeordnet. Seit 1946 ist der Ort Teil des damals neu gebildeten Landes Rheinland-Pfalz.
Katholische Kapelle St. Anna

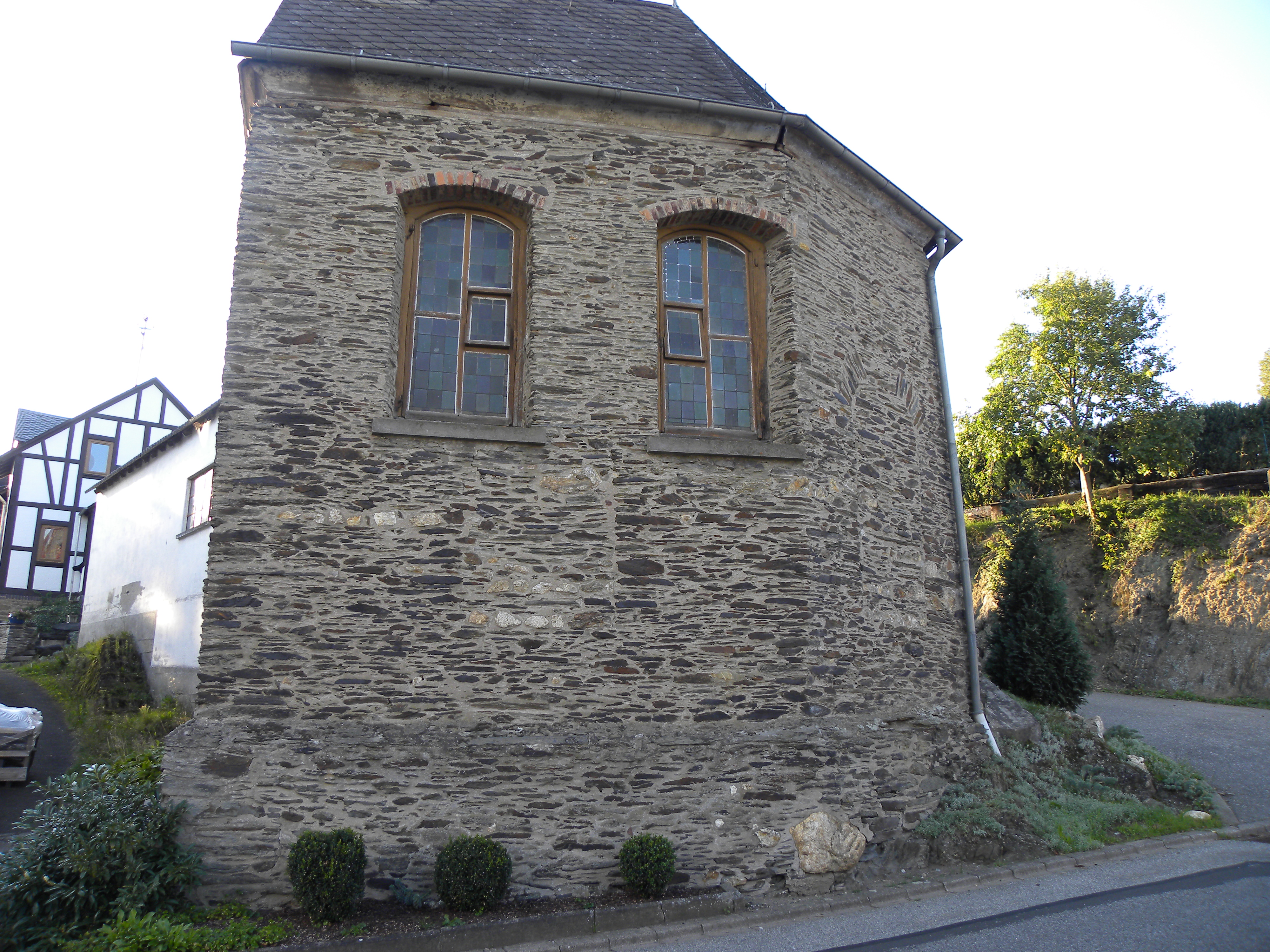
Belgweiler, St.-Anna-Kapelle, 2011

Die Annakapelle wurde um 1720 in heutiger Form aufgebaut. Aus dieser Zeit stammt der barocke Altar, der wie die Altäre im nahen Ravengiersburger „Hunsrückdom“ von der Kreuznacher Werkstatt der Karmeliterbrüder Johann Petri Zentze (Bildhauer), Andreas Mosang und Simon Dietz geschaffen wurde. Der unverputzte Schieferbruchsteinbau zeigt ältere Fensteröffnungen.
Bevölkerungsentwicklung
Die Entwicklung der Einwohnerzahl der Gemeinde Belgweiler, die Werte von 1871 bis 1987 beruhen auf Volkszählungen:
| Jahr | Einwohner |
| ---- | --------- |
| 1815 | 165       |
| 1835 | 214       |
| 1871 | 203       |
| 1905 | 236       |
| 1939 | 234       |
| 1950 | 253       |
| 1961 | 237       |

| Jahr | Einwohner |
| ---- | --------- |
| 1970 | 232       |
| 1987 | 201       |
| 1997 | 211       |
| 2005 | 218       |
| 2011 | 211       |
| 2017 | 210       |
| 2023 | 193       |

## Politik

### Bürgermeister
Uwe Schneider wurde 2024 Ortsbürgermeister von Belgweiler.
Seine Vorgänger waren Herbert Lang seit 2019 und zuvor Gerhard Mohr.

### Wappen
| Wappen von Belgweiler | Blasonierung: „In schräg links gestelltem Schild vorne in Schwarz ein rotbewehrter und gezungter wachsender goldener Löwe, hinten in Gold ein von Silber und Rot in zwei Reihen geschachtelter Balken, unten wachsend ein schwarzer Krummstab.“ |
| Wappen von Belgweiler | |